# Barbeta

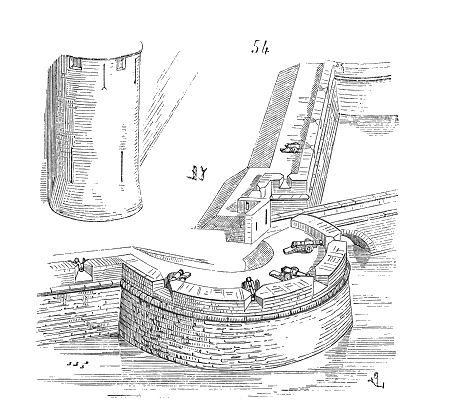
Dibujo de una batería de artillería a barbeta en una fortificación.

Se denomina barbeta al trozo de parapeto ordinariamente colocado en los ángulos de un bastión destinado a que tire la artillería al descubierto.
Se convierte la barbeta, en consecuencia, en el perfil, la altura de apoyo en altura de rodillera porque la cresta del parapeto llega a las rodillas de los sirvientes de las piezas. 
Cuando se dice que una fortificación está construida a barbeta, su parapeto no tiene troneras ni merlones ni cubre a los artilleros y cuando la artillería se coloca sobre este género de fortificación, ya sea en las plazas, ya en campaña, se dice que está colocada a barbeta. Igual denominación tiene en los buques de guerra.